# Frank Harris
Frank Harris (Galway, 14 febbraio 1856 – Nizza, 26 agosto 1931) è stato uno scrittore irlandese.
Emigrò dapprima in Inghilterra, dove diresse Vanity Fair e fondò il settimanale The Candid Friend (nel 1901), poi negli USA, quale direttore del Pearson's Magazine.
Sospeso perché favorevole alla Germania durante la prima guerra mondiale, emigrò nel 1922 nel Sud della Francia, dove morì nel 1931. È sepolto a Nizza.
È conosciuto soprattutto per il romanzo La bomba (1908), per le memorie La mia vita e i miei amori (in diverse edizioni rimaneggiate fino al 1963) e per varie biografie di autori letterari, in particolare di Oscar Wilde, William Shakespeare (romanzata) e George Bernard Shaw.

## Opere
- Montes, the Matador (1930)

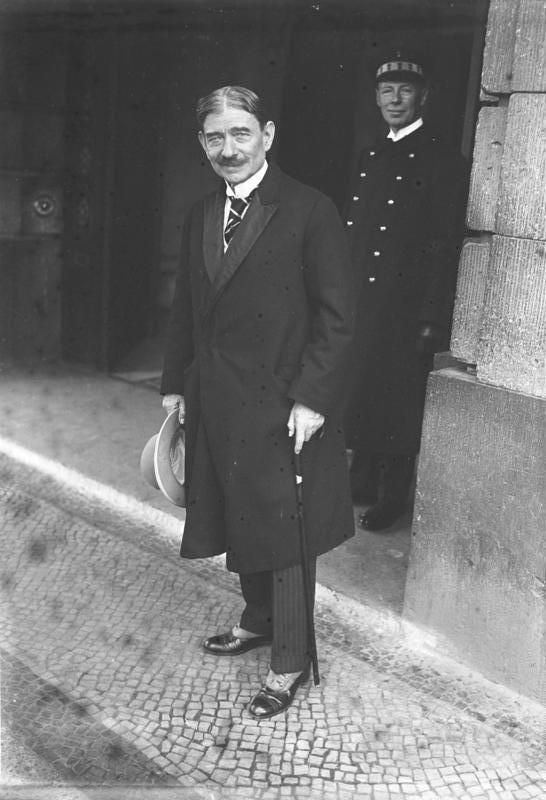
Frank Harris nel 1931

  - trad. e introduzione di Stefania Bruno, Montes, il matador, Palermo: Sellerio, 1992
- The Bomb (1908)
- Contemporary Portraits (1915)
- Oscar Wilde, His Life and Confessions (1916)
- The Man Shakespeare and His Tragic Life Story (1923)
- My Life and Loves (1922-1927, 1931, 1954, 1963)
  - trad. Maria Vasta Dazzi, prefazione di Enrico Emanuelli, La mia vita e i miei amori, 2 voll., Milano: Longanesi, 1964
- Latest Contemporary Portraits (1927)
- My Reminiscences as a Cowboy (1930)
- Confessional (1930)
- Pantopia: A Novel (1930)
- Bernard Shaw (1931)
  - trad. Mario Borsa, Vita e miracoli di G. B. Shaw, Milano: Mondadori, 1934
- The Short Stories of Frank Harris (a cura di Elmer Gertz, 1975)
- The Playwright and the Pirate: Bernard Shaw and Frank Harris: A Correspondence (a cura di Stanley Weintraub, 1982)

## Adattamenti cinematografici
- Cowboy, regia di Delmer Daves (1958), tratto da My Reminiscences as a Cowboy, con Jack Lemmon nella parte di Frank Harris.